# John Morriss
John Morriss (John Walter Morriss, Jr; * 23. Juli 1908 in Houston; † 12. Mai 1993 ebd.) war ein US-amerikanischer Hürdenläufer, der sich auf die 110-Meter-Distanz spezialisiert hatte.
Am 12. August 1933 in Budapest und am 8. September 1933 in Turin beim Finale der Internationalen Universitätsspiele stellte er mit 14,4 s den Weltrekord ein. 
1933 wurde er US-Meister.